# Юлиус Вагнер-Яурег
 Юлиус Вагнер-Яурег (на немски: Julius Wagner-Jauregg) е австрийски лекар психиатър. През 1927 г. получава Нобелова награда за медицина.

## Биография
Вагнер-Яурег е роден като Юлиус Вагнер Ритер фон Яурег, но губи титлата си „Ритер фон“ през 1919 г., когато всички австрийски благороднически титли са премахнати. Изучава медицина във Виенския университет от 1874 до 1880 г., където също учи със Соломон Стрикер в Института за обща и експериментална патология. Получава медицинската си степен през 1880 г. От 1883 до 1887 г. работи с Максимилиан Лейдесдорф в психиатрична клиника, макар медицинското му образование да не е насочено към патология на нервната система. През 1889 г. наследява прочутия Рихард фон Крафт-Ебинг в невропсихиатричната клиника на университета в Грац и започва изследвания на базедова болест, кретенизъм и други. През 1893 г. става извънреден професор по психиатрия и нервни болести и директор на клиниката за психиатрия и нервни болести във Виена като наследник на Теодор Майнерт. Десет години по-късно през 1902 г. Вагнер-Яурег се премества в психиатричната клиника на обща болница, а през 1911 г. се връща на предишния си пост.
През 90-те години на миналия век в Австрия се повдига въпрос за членството на Яурег в НСДАП и евентуалното му пристрастие към расистките теории на нацизма. Специално създадена историческа комисия разследва случая и постановява, че макар Яурег да защитава популярната за неговото време евгеника, не е директно компрометиран.